# کرون ریزورتس
کرون ریزورتس (انگلیسی: Crown Resorts) شرکت سرگرمی استرالیایی است، که در سال ۲۰۰۷ تأسیس شد.